# Michael Murphy (attore)
Michael George Murphy (Los Angeles, 5 maggio 1938) è un attore statunitense.

## Biografia
Attore specializzato in ruoli da comprimario, è famoso principalmente per essere stato una presenza fissa in molti film degli anni settanta del regista Robert Altman oltre ad aver interpretato il ruolo dell'amico del protagonista in Manhattan (1979) di Woody Allen.
È stato sposato dal 1988 al 2009 con l'attrice Wendy Crewson, da cui ha avuto due figli: Maggie (1989) e John (1992).

## Filmografia

### Cinema
- Fermi tutti, cominciamo daccapo! (Double Trouble), regia di Norman Taurog (1967)
- Conto alla rovescia (Countdown), regia di Robert Altman (1968)
- Quando muore una stella (The Legend of Lylah Clare), regia di Robert Aldrich (1968)
- Quel freddo giorno nel parco (That Cold Day in the Park), regia di Robert Altman (1969)
- Il compromesso (The Arrangement), regia di Elia Kazan (1969)
- M*A*S*H, regia di Robert Altman (1970)
- Yorga il vampiro (Count Yorga, Vampire), regia di Bob Kelljan (1970)
- Al di là di ogni ragionevole dubbio (The Lawyer), regia di Sidney J. Furie (1970) - non accreditato
- Anche gli uccelli uccidono (Brewster McCloud), regia di Robert Altman (1970)
- I compari (McCabe & Mrs. Miller), regia di Robert Altman (1971)
- Ma papà ti manda sola? (What's Up, Doc?), regia di Peter Bogdanovich (1972)
- Il ladro che venne a pranzo (The Thief Who Came to Dinner), regia di Bud Yorkin (1973)
- Fase IV: distruzione Terra (Phase IV), regia di Saul Bass (1974)
- I Love You... Good-bye, regia di Sam O'Steen (1974)
- Nashville, regia di Robert Altman (1975)
- Il prestanome (The Front), regia di Martin Ritt (1976)
- The Great Bank Hoax, regia di Joseph Jacoby (1978)
- Una donna tutta sola (An unmarried Woman), regia di Paul Mazursky (1978)
- Adorabile canaglia (The Class of Miss MacMichael), regia di Silvio Narizzano (1978)
- Manhattan, regia di Woody Allen (1979)
- Strange Behavior, regia di Michael Laughlin (1981)
- Un anno vissuto pericolosamente (The Year Living Dangerously), regia di Peter Weir (1982)
- Hot Money, regia di George McCowan e Zale Magder (1983)
- Talk to Me, regia di Julius Potocsny (1984)
- La finestra sul delitto (Cloak & Dagger), regia di Richard Franklin (1984)
- Presunta assassina (Mesmerized), regia di Michael Laughlin (1985)
- Salvador, regia di Oliver Stone (1986)
- Sotto shock (Shocker), regia di Wes Craven (1989)
- Guai in famiglia (Folks!), regia di Ted Kotcheff (1992)
- Batman - Il ritorno (Batman Returns), regia di Tim Burton (1992)
- Amnesia investigativa (Clean Slate), regia di Mick Jackson (1994)
- Bad Company, regia di Damian Harris (1995) - non accreditato
- Kansas City, regia di Robert Altman (1996)
- Private Parts, regia di Betty Thomas (1997)
- The Island, regia di Cyrus Nowrasteh (1998)
- Sleeping Dogs Lie, regia di Stefan Scaini (1998)
- Magnolia, regia di Paul Thomas Anderson (1999)
- L'arte della guerra (The Art of War), regia di Christian Duguay (2000) - non accreditato
- Tart - Sesso, droga e... college (Tart), regia di Christina Wayne (2001)
- Silver City, regia di John Sayles (2004)
- Tricks, regia di Iris Klein (2004)
- Childstar, regia di Don McKellar (2004)
- Heights, regia di Chris Terrio (2005)
- X-Men - Conflitto finale (X-Men: The Last Stand), regia di Brett Ratner (2006)
- Away from Her - Lontano da lei (Away from Her), regia di Sarah Polley (2007)
- The Trotsky, regia di Jacob Tierney (2009)
- Greta, regia di Nancy Bardawil (2009)
- Sotto assedio - White House Down (White House Down), regia di Roland Emmerich (2013)
- They Came Together, regia di David Wain (2014)
- Fall, regia di Terrance Odette (2014)
- Indian House, regia di Stephen S. Campanelli (2017)
- Two Plains & a Fancy, regia di Lev Kalman e Whitney Horn (2018)

### Televisione
- Combat! - serie TV, episodio 1x23 (1963)
- Organizzazione U.N.C.L.E. (The Man from U.N.C.L.E.) - serie TV, episodio 1x26 (1965)
- Ben Casey – serie TV, episodi 4x10-4x31-5x14 (1964-1965)
- 12 O'Clock High - serie TV, episodio 2x24 (1966)
- Bonanza - serie TV, episodio 9x18 (1968)
- Premiere - serie TV, episodio 1x3 (1968)
- Arrivano le spose (Here Come the Brides) - serie TV, episodio 1x6 (1968)
- Sesto senso (The Sixth Sense) - serie TV, episodio 1x2 (1972)
- Cuori incrociati (The Crooked Heart) - film TV, regia di Jay Sandrich (1972)
- Autobiografia di Miss Jane Pittman (The Autobiography of Miss Jane Pittman) - film TV, regia di John Korty (1974)
- Baretta - serie TV, episodio 1x12 (1975)
- Bell, Book and Candle - film TV, regia di Hy Averback (1976)
- 3 by Cheever - serie TV, episodio 1x2 (1979)
- The Rules of Marriage - film TV, regia di Milton Katselas (1982)
- Two Marriages - serie TV, episodio 1x2 (1983)
- Countdown to Looking Glass - film TV, regia di Fred Barzyk (1984)
- Hard Copy - serie TV, 6 episodi (1987)
- The Caine Mutiny Court-Martial, regia di Robert Altman – film TV (1988)
- Tanner '88 - miniserie TV, 11 episodi (1988)
- E.N.G. - Presa diretta (E.N.G.) - serie TV, episodio 2x9 (1990)
- Lifestories - serie TV, episodio 1x3 (1990)
- Catastrofe in mare - Il disastro della Exxon Valdez (Dead Ahead: The Exxon Valdez Disaster) - film TV, regia di Paul Seed (1992)
- Avvocati a Los Angeles (L.A. Law) - serie TV, episodio 7x11 (1993)
- Truman - film TV, regia di Frank Pierson (1995) - non accreditato
- Peccati di famiglia (The Ultimate Lie) - film TV, regia di Larry Shaw (1996)
- Special Report: Journey to Mars - film TV, regia di Robert Mandel (1996)
- Breaking the Surface: The Greg Louganis Story - film TV, regia di Steven Hilliard Stern (1997)
- Amare per vivere (Indiscretion of an American Wife) - film TV, regia di George Kaczender (1998)
- The Only Living Boy in New York - film TV, regia di Bart Freundlich (2000)
- Giudice Amy (Judging Amy) - serie TV, episodio 1x15 (2000)
- In tribunale con Lynn (Family Law) - serie TV, episodio 2x5 (2000)
- Law & Order - I due volti della giustizia (Law & Order) - serie TV, episodio 12x2 (2001)
- Il giorno dell'attentato a Reagan (The Day Reagan Was Shot) - film TV, regia di Cyrus Nowrasteh (2001)
- Law & Order: Criminal Intent - serie TV, episodio 1x15 (2002)
- Live from Baghdad - film TV, regia di Mick Jackson (2002)
- In the Dark - film TV, regia di Leonard Farlinger (2003)
- The Eleventh Hour - serie TV, episodio 1x13 (2003)
- Footsteps - film TV, regia di John Badham (2003)
- Alla corte di Alice (This Is Wonderland) - serie TV, 39 episodi (2004-2006)
- LAX - serie TV, episodio 1x1 (2004)
- H2o - miniserie, episodi 1x1 e 1x2 (2004)
- Tanner on Tanner - serie TV, 4 episodi (2004)
- Mayday - film TV, regia di T.J. Scott (2005)
- Tilt - serie TV, 9 episodi (2005)
- Playing House - film TV, regia di Kelly Makin (2006)
- 11 settembre - Tragedia annunciata (The Path to 9/11) - miniserie TV, episodi 1x1 e 1x2 (2006)
- The Wind in the Willows - film TV, regia di Rachel Talalay (2006)
- The Quality of Life - film TV, regia di John Fawcett (2008)
- The Bridge - serie TV, 12 episodi (2010)
- Living in Your Car - serie TV, episodio 1x4 (2010)
- Michael: Every Day - serie TV, episodio 1x8 (2011)
- Person of Interest - serie TV, episodio 1x10 (2011)
- Great Scot Beer - film TV, regia di Kelly Makin (2012)
- Rogue - serie TV, 8 episodi (2015)

## Doppiatori italiani
Nelle versioni in italiano delle opere in cui ha recitato, Michael Murphy è stato doppiato da:
- Dario Penne in Magnolia, X-Men: Conflitto finale, Sotto assedio - White House Down
- Cesare Barbetti in Un anno vissuto pericolosamente, Salvador
- Manlio De Angelis in Fermi tutti, cominciamo daccapo!
- Gianfranco Bellini ne Il compromesso
- Gino La Monica in Fase IV: distruzione Terra
- Mario Cordova ne Il prestanome
- Oreste Rizzini in Manhattan
- Michele Kalamera in Sotto shock
- Carlo Sabatini in Batman - Il ritorno
- Silvio Anselmo in Childstar
- Ennio Coltorti in Kansas City
- Carlo Reali in Person of Interest